# Малкович Іван Антонович
Іва́н Анто́нович Малко́вич  (нар. 10 травня 1961, Нижній Березів, Косівський район, Івано-Франківська область) — український поет і видавець, власник і директор видавництва А-ба-ба-га-ла-ма-га. Лауреат Національної премії України імені Тараса Шевченка. Живе і працює в Києві.

## Біографія

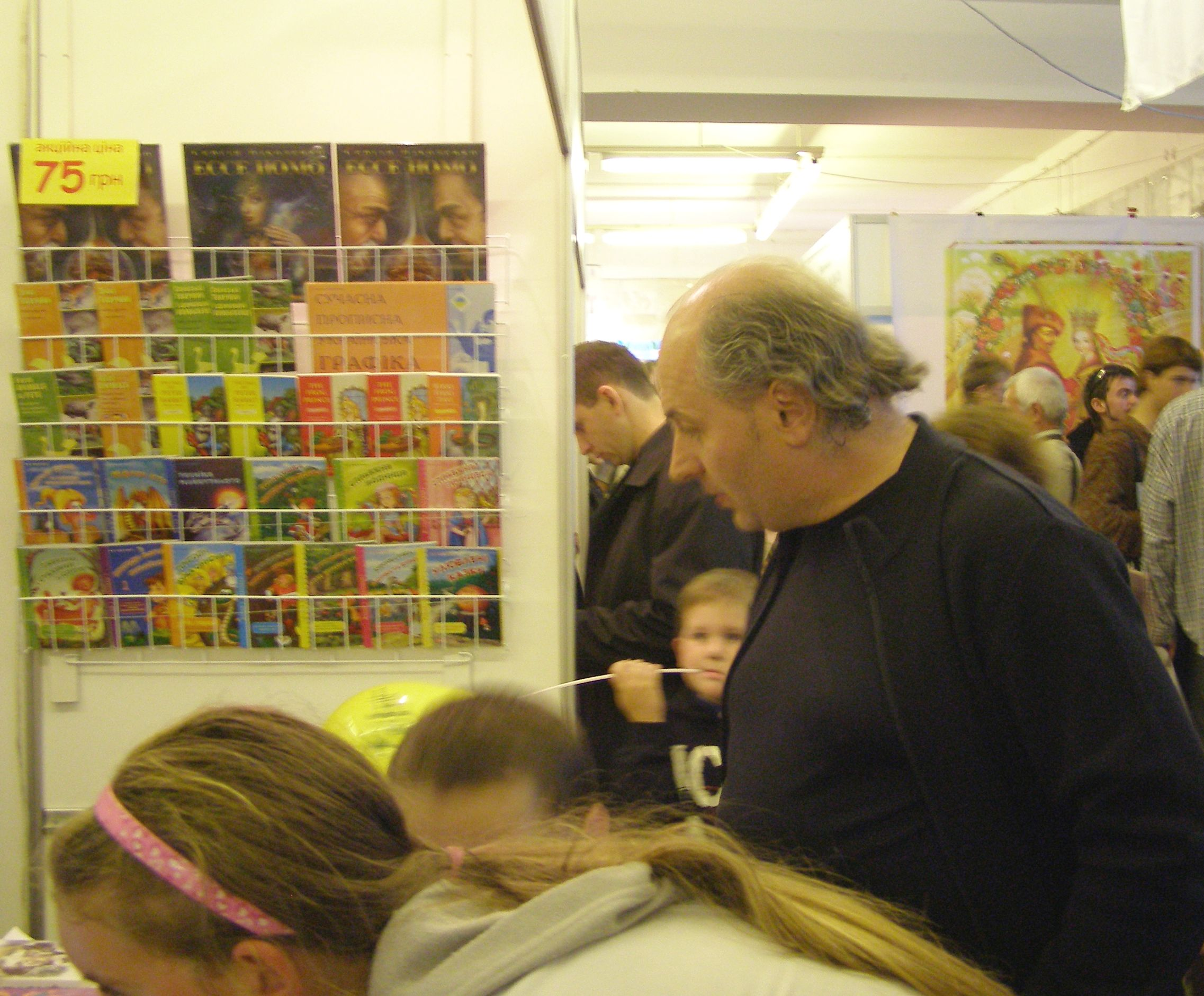
Іван Малкович оглядає книжки на Львівському книжковому форумі 2008

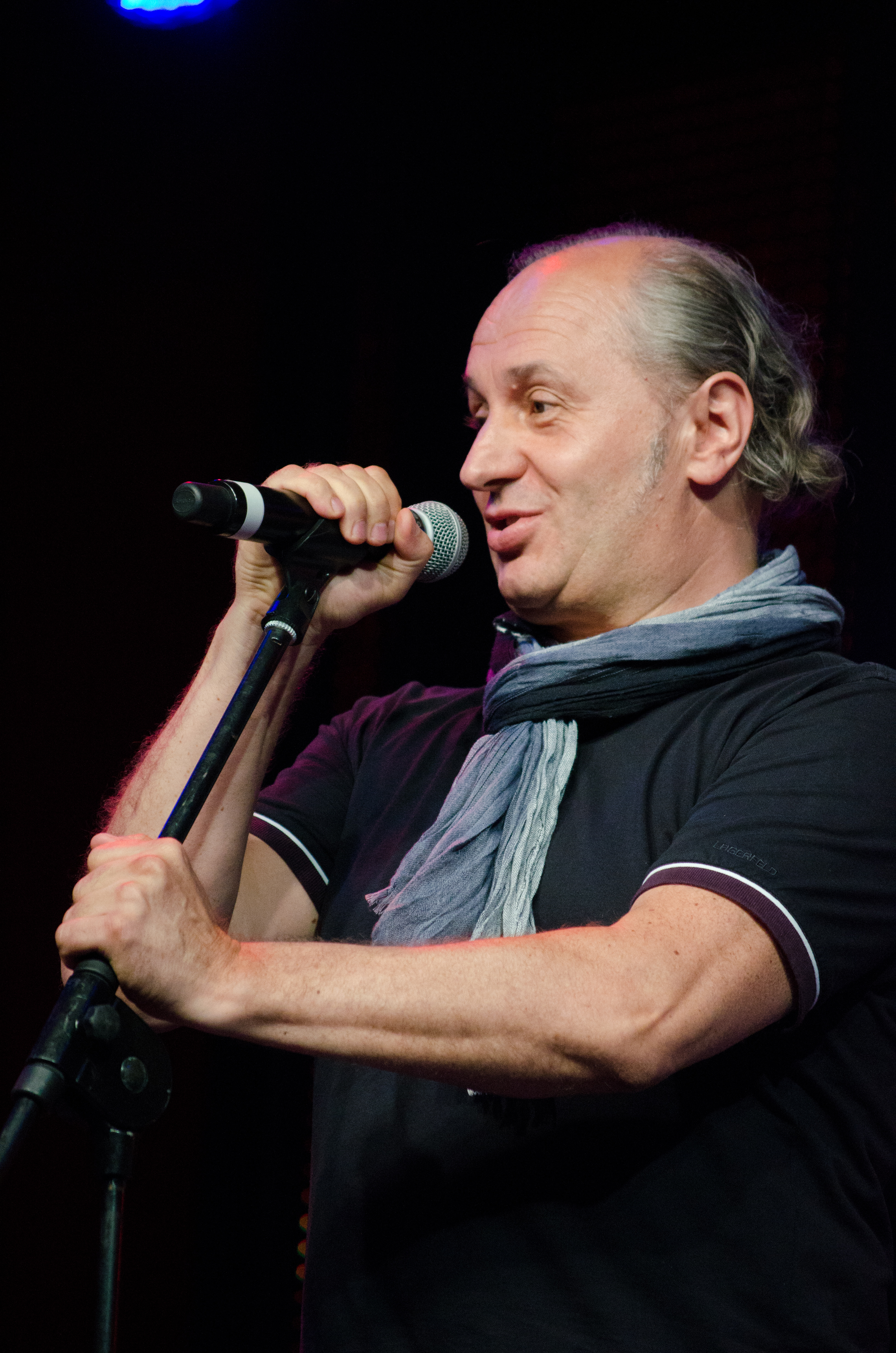
Іван Малкович на церемонії нагородження «Коронації слова 2013»

Народився 10 травня 1961 року в Березові Нижньому Косівського району на Івано-Франківщині в сім'ї Антося Малковича та Юлії Малкович (Арсенич). Родина належить до нащадків галицької околичної шляхти, що печатала гербом Сас.
1976 — після закінчення школи в Нижньому Березові вступив на скрипкове відділення Івано-Франківського музичного училища ім. Д. Січинського
1980 — закінчив Івано-Франківське музичне училище.
1980 — вступив на філологічний факультет Київського державного університету ім. Т. Г. Шевченка.
6 січня 1981 — перша велика поетична публікація в газеті «Літературна Україна» (зі вступним словом Д. Павличка).
1981 — став переможцем поетичного турніру на Всеукраїнському творчому семінарі в Ірпені.
1984 — побачила світ перша поетична збірка «Білий камінь» (К.: Молодь). «Найніжніша скрипка України» — так назвала автора Ліна Костенко у видавничій рецензії на збірку.
1985 — отримав диплом філолога-україніста Київського університету ім. Т. Г. Шевченка.
1986—1987 — редактор дошкільної літератури у видавництві «Веселка». Того ж року став наймолодшим (на той час) членом Спілки письменників СРСР.
1986 — одружився зі скрипалькою Яриною Антків.
1987—1991 — редактор відділу поезії у видавництві «Молодь».
1987 — перший лауреат премії «Бу-Ба-Бу» за найкращий вірш року.
1988 — вийшла друга поетична збірка «Ключ» (К.: Молодь).
1989 — долучився до організації першого молодіжного пісенного фестивалю «Червона рута».
1991—1992 — працював у редакції дитячого журналу «Соняшник».
1992 — головний редактор дитячих програм студії «Укртелефільм».
1992 — вийшла третя поетична збірка «Вірші» (К.: Український письменник).
З 1992 р. — власник, директор і головний редактор першого приватного (на початках виключно дитячого) видавництва А-ба-ба-га-ла-ма-га.
1997 — побачила світ четверта книга поета «Із янголом на плечі» (К.: Поетична аґенція «Княжів»).
Автор-упорядник понад 30 книжок для дітей, зокрема «Українська абетка», «Улюблені вірші», «100 казок» та ін.
2004 — Форум видавців у Львові визнав І. Малковича найкращим директором видавництва в Україні. Тоді ж він став кавалером міжнародного Ордену Усмішки.
У 2004, 2008 та 2009 рр. входив до «Топ-100 найвпливовіших людей України» щорічного рейтингу журналу «Корреспондент».
2006 — вихід 5-ї поетичної книжки «Вірші на зиму» (К.: А-БА-БА-ГА-ЛА-МА-ГА)
2008 — почав видавати в «А-БА-БА-ГА-ЛА-МА-ЗІ» «дорослу» літературу.
2010 — світ побачила книжка вибраного І. Малковича (вибрані вірші, переклади, есеї, інтерв'ю) «Все поруч» («А-БА-БА-ГА-ЛА-МА-ГА»), яка стала одним із переможців книжкового конкурсу Форуму видавців у Львові — 2010.
2012 — виходить третій — кінцевий — том тритомника «100 КАЗОК» та другий том тритомника «Улюблені вірші».
2012 — Іван Малкович став «ЛЮДИНОЮ ДЕСЯТИЛІТТЯ» у Рейтингу журналу «Кореспондент».
2012 — «А-ба-ба-га-ла-ма-га» разом із компанією «Київстар» та іншими ввійшла до п'ятірки Рейтингу журналу «Компаньйон» «КОМПАНІЇ, ЯКІ НАДИХАЮТЬ».
2013 — у серії «Українська Поетична Антологія» вийшла поетична збірка Івана Малковича під назвою «Подорожник з новими віршами» («А-ба-ба-га-ла-ма-га»).
Вірші І. Малковича перекладено понад 10 мовами (англійською, німецькою, італійською, російською, польською та ін.).

## Нагороди
- Орден Усмішки (2004, Польща).

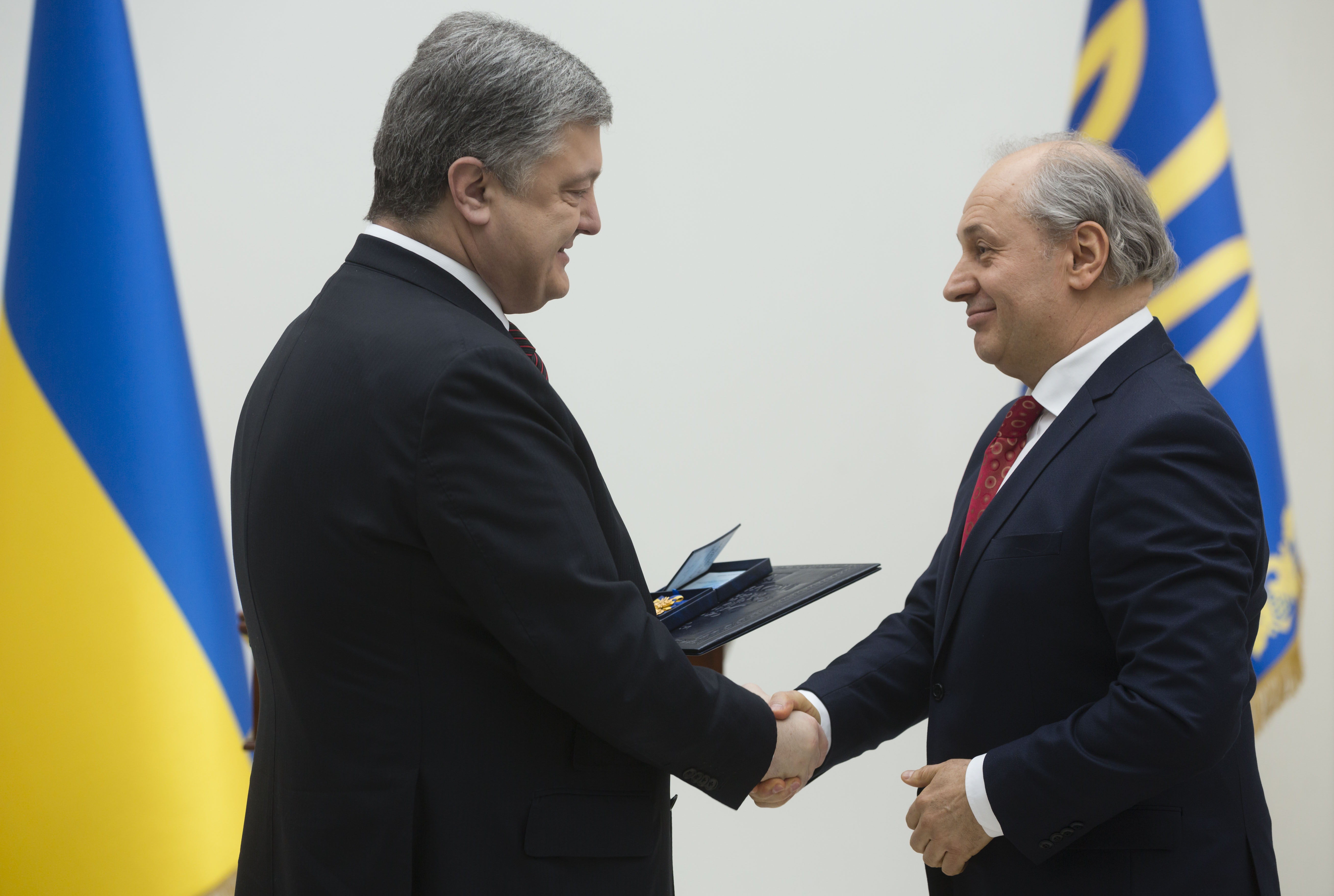
Президент України Петро Порошенко вручає Івану Малковичу Національну премію України імені Тараса Шевченка 2017 року

- Національна премія України імені Тараса Шевченка 2017 року — за книгу поезій «Подорожник з новими віршами»[5].

## Збірки
- Білий камінь (1984)
- Ключ (1988)
- Вірші (1992)
- Із янголом на плечі (1997)
- Вірші на зиму (2006)
- Все поруч (2010)
- Подорожник (2013)
- Подорожник з новими віршами (2016)
- Яксу́нині береги (2020)

## Громадська позиція
У червні 2018 записав відеозвернення на підтримку ув'язненого у Росії українського режисера Олега Сенцова
У лютому 2019 року разом з Максимом Стріхою вийшов з Українського ПЕН-центру на знак протесту проти одноосібної заяви нового керівництва на підтримку «одного студента-пройдисвіта, який постійно глумиться з усього українського і захисників України…».
Вважає Порошенка «єдиним справжнім політиком серед усіх наших президентів», підтримав його на виборах у березні 2019 р.[неавторитетне джерело]

## Цікаві факти
Прародич Івана Малковича селянин Степан Арсенич з Нижнього Березова, врятував Івана Франка (згідно його власних спогадів) від голодної смерті коли той у березні 1880 їхав до Кирила Геника в Нижній Березів і був заарештований у звинуваченні в замаху на війта села Москалівка (Косів) і провів у в'язниці Коломиї 98 днів і його знесиленого саме Степан Арсенич на бричці привіз до Нижнього Березова.
Іван Малкович вважає, цей факт пов'язаний з тим, що він назвав своє видавництво «А-ба-ба-га-ла-ма-га» саме на честь оповідання Івана Франка «Грицева шкільна наука».

## Аудіозаписи творів
- Іван Малкович. «Люблю тебе впізнавати на всіх картах світу...»: https://www.youtube.com/watch?v=7Nvslgwt5L4 [Архівовано 18 травня 2022 у Wayback Machine.]